# 허진석
허진석(1981년 7월 19일 ~ )은 한화 이글스의 전 야구 선수다.

## 같이 보기
- 2000년 한화 이글스 시즌